# Irak na Mistrzostwach Świata w Lekkoatletyce 2013
Irak na Mistrzostwach Świata w Lekkoatletyce 2013 – reprezentacja Iraku podczas Mistrzostw Świata w Moskwie liczyła 1 zawodniczkę, która nie zdobyła medalu.

## Występy reprezentantów Iraku
| Konkurencja          | Zawodniczka  | Eliminacje | Eliminacje | Półfinał | Półfinał | Finał    | Finał   |
| Konkurencja          | Zawodniczka  | Rezultat   | Pozycja    | Rezultat | Pozycja  | Rezultat | Pozycja |
| -------------------- | ------------ | ---------- | ---------- | -------- | -------- | -------- | ------- |
| Bieg na 200 m kobiet | Danah Husajn | 24,57      | 46.        | NQ       | NQ       | NQ       | NQ      |